# Billeberga
Billeberga är en tätort i Svalövs kommun och kyrkby i Billeberga socken i Skåne. 
Billeberga är ett litet stationssamhälle med lite drygt 1 000 invånare. Tillsammans med Teckomatorp ligger det längst söderut i kommunen. Från Billeberga är det 9 km till Svalöv, 12 km till Landskrona, 32 km till Lund och 35 km till Helsingborg. Billebergas omgivning är en typisk jordbruksbygd med långa traditioner i området.

## Ortnamnet
Namnet som i äldre dialekt uttalas billebära är en sammansättning. Ortnamnet "Billæbiargh" från mitten av 1200-talet är bildat av "bill" (terrängkil, här menas ett höjdparti mellan två bäckar) och "biærgh" (berg).Källa Nationalencyklopedin .

## Historia
Billeberga omnämns första gången i skriftliga källor på 1300-talet som Billeberghe, men bronsåldershögar i närheten och arkeologiska fynd visar på att platsen har haft en fast befolkning sedan bronsåldern. Den mest kända gravhögen i Billeberga är Klövhög, väl synlig söder om samhället.Billeberga genomgick storskifte 1797 och enskifte 1811. Billeberga socken en dryg mil öster om Landskrona, ingick i Rönnebergs Härad och sedan 1971 ingår Billeberga i Svalövs kommun.

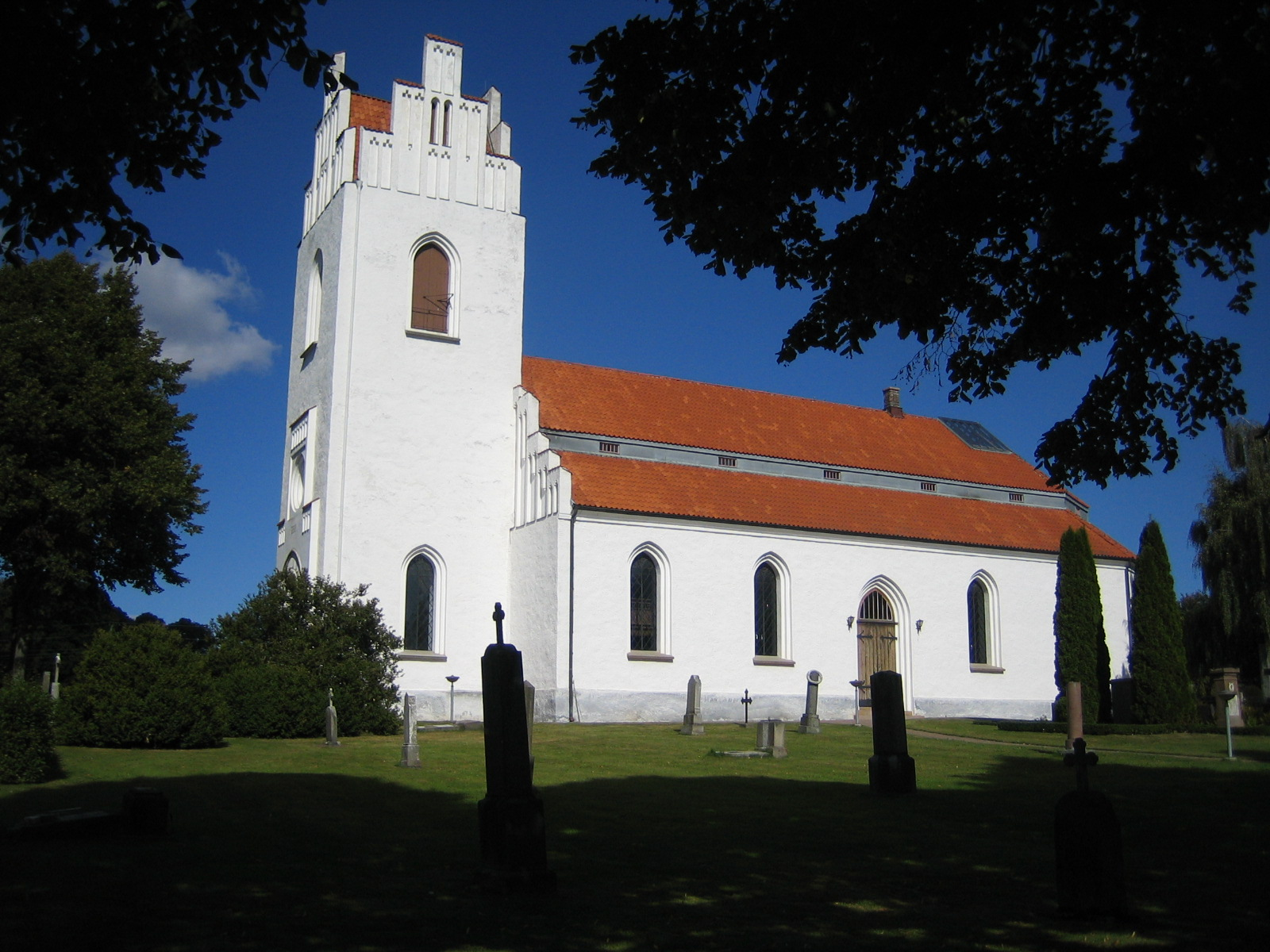
Billeberga kyrka

### Kyrkan
Kyrka har funnits i Billeberga sedan medeltiden. En ödekyrkogård med platsen för Billebergas medeltida kyrka är bevarad. Kyrkan I Billeberga var fram till 1861 en medeltida romansk kyrka som var belägen något kvarter väster om den nuvarande kyrkan. Vid en prostvisitation 1849 påtalades att kyrkan var för liten. Församlingen hade  utökat utrymmet genom en utbyggnad i norr, satt bänkar i vapenhuset och förlängt kyrkan i öster. Nu behövdes en ny kyrka. Den nya kyrkan utreddes under cirka 10 år. År 1858 ålade biskop Thomander församlingen att bygga en ny kyrka. 1859 hölls lantmäteriförrättning för ny kyrkotomt och under 1861 rev man den gamla kyrkan och använde byggnadsmaterialet för att bygga upp den nya kyrkan.
Den nya kyrkan byggdes under 1861 och invigdes 1 januari 1862 av biskop Thomander. Den nya kyrkan hade ritats i nygotisk stil av överintendent Scholander. Det visade vara ett bristfälligt bygge. 1914 konstaterades att kyrkan inte dög till gudstjänstliv. 1915 fattades beslut om en genomgripande renovering av kyrkan. I mars förelåg ritningar av Theodor Wåhlin . Söndagen den 18 vid 17-tiden brann kyrkan. Av den nedbrunna kyrkan återstod endast yttermurarna och de nedsmälta klockorna, som togs om hand för att användas när nya klockor skulle gjutas. Billeberga kyrka byggdes upp igen på de murar som fanns kvar efter branden. Theodor Wåhlin behöll den nygotiska stilen utvändigt men ersatte det tidigare sadeltaket med ett säteritak. Kyrkor som uppförts före 1940 har skydd genom Kulturmiljölagen.

### Skånska kriget 1676-1679
Historiskt sett har området spelat en stor roll vid dansk-svenska uppgörelser. Strax utanför Billeberga har ett monument rests som ett minne över det sista stora slaget den 14 juli 1677. Den danska krigföringen blev under senare delen av Skånska kriget alltmera hänsynslös. En lång rad order utfärdades om att planmässigt förhärja den skånska landsbygden. Karl den XI svarade med samma taktik. Ett tiotal byar i Rönneberga härad gick upp i rök för att hindra danskarnas proviantering till fästningen i Landskrona.

## Bebyggelse
Billeberga har tre karaktärsskapande byggnader med ett omistligt värde för orten – kyrkan, stationshuset och f d brandstationen.

### Järnvägen
Billeberga blev 1865 knutpunkt för Helsingborgs och Landskronas enskilda banor till stambanan i Eslöv. Järnvägsstationen var en viktig byggnad i det snabbt växande järnvägsnätet, vilket syns i arkitekturen.  Major Claes Adolf Adelskiöld vid Väg- och vattenbyggnadsstyrelsen ritade stationsbyggnaden i Billeberga som invigdes 1865. Byggnaden har en för stationshus i nyrenässansstil typisk uppdelning med markerat mittparti och sidobyggnader i två våningar. Byggnaden är i gult tegel med dörr- och fönsteromfattningar i rött tegel. Hörnen är markerade med rött tegel. Stationshusens tegelarkitektur blev det nya stilidealet i de många framväxande stationsorterna och i de kyrkbyar där järnvägen kom att gå rakt igenom samället, som i Billeberga.  
Järnvägen fick från mitten av 1950-talet konkurrens från personbilar och lastbilar. Transporterna på järnväg kom mer och mer att föras över till lastbilar. Järnvägslinjen Billeberga – Landskrona lades ner 1982. På sent 1980-tal rationaliserades bangården drastiskt. De omfattande spåranläggningarna ersattes av ett genomfartsspår, ett mötesspår och ett kort stickspår. Godsmagasinet revs vid spårombyggnaden och 1992 revs rälsen. Under senare år har persontågstrafiken fått ett uppsving och idag stannar Pågatågen mellan Helsingborg och Malmö i Billeberga. De senaste stora utbyggnaderna i Billeberga var på 70-talet, under miljonprogramsåren 1965-1975 då villaområden med hus i grupp växte fram både norr och söder om järnvägen.

### Brandstationen
Vid sidan om kyrkan i Billeberga fick orten ytterligare ett nytt landmärke i början av 1900-talet – brandstationen med dess träfasader i falurött. Billeberga hade frivillig brandkår tills fram på slutet av 1960-talet. Den  frivilliga brandkår fram till slutet av 1960-talet.Det höga tornet är ett slangtorn där vattenslangarna hängdes upp på tork efter användning. Slangtornen användes i vissa fall också för att ha uppsikt över trakten och kunna se var bränder uppstod.
Under 1900-talet var Billeberga något av ett centrum för handelsträdgårdar och kunde under 1970-talet räkna inte mindre än fem större kommersiella sådana.

## Kommunikationer
Billeberga har trafik med pågatåg  på sträckningen Malmö-Helsingborg med trafik varje timme. Busslinje 240 trafikerar Billeberga dagligen med regionbuss till Landskrona och Svalöv. Bussen körs vardagar i 20-minuterstrafik. På lördagar och söndagar är turtätheten en tur varannan timme.

## Kommunal service
Den kommunala service som finns i Billeberga är skola, barnomsorg och bibliotek. 
Från att ha varit en ort med väl utbyggd offentlig och kommersiell service med vårdcentral, tandläkarmottagning, livsmedelsbutiker, konditori och restaurang, post och bank så har Billeberga, haft en kraftigt försämrad service under senare delen av 1900-talet. När befolkningen blev bilburna har de valt att göra sina inköp i större samhällen och på köpcentrum där utbudet av varor och tjänster är större. Billebergas senaste livsmedelsbutik, ICA-träffen, lade ner i januari 2015 och med den post och apotek. I anslutning till Billemack, bensinstationen, finns planlagdmark för handel. 
Billeshögsskolan är en grundskola för de lägre klasserna F-6, dvs för 6-åringar till 12-åringar. Billeshögsskolan renoverades och byggdes till under 2003. Skolan har cirka 200 elever, varav flera kommer från Tågarp. Fastigheten medger utbyggnader för att kunna växa om det behövs.
Förskolan heter Kvarnliden och är belägen i närheten av Billeshögsskolan . Utemiljön i byn erbjuder många möjligheter till utforskande och upptäckande lärande. Kvarnlidens förskola består av tre avdelningar, Bullerbyn 1-2 år, Lönneberga 3-4 år, Junibacken 4-6 år.
Billeberga bibliotek har en hemsida på Facebook.

## Föreningsliv
Föreningslivet i Billeberga  är aktivt med ett flertal olika föreningar för personer i alla åldrar. Bland annat finns Billeberga GIF (fotboll), Billeberga gymnastikförening, Billeberga scoutkår, Billeberga Atomics (innebandy) samt Billeberga PRO. Med ny idrottsplats intill sporthall och skola är förutsättningarna goda för att föreningslivet kan utvecklas ytterligare. Billeberga har även ett aktivt byalag – Billeberga Byalag – med syfte att bevaka Billebergabornas intressen. Föreningarna ordnar loppmarknader, julmarknader och Valborgsmässofirande och andra aktiviteter.

## Näringsliv
Byn har haft banker, maskinfabrik, läderfabrik och cigarrfabrik. Handlare och många hantverkare verkade här. Kvarnrörelse och spannmålshandel bedrevs här, och under många år kom bönderna hit med sina sockerbetor för att få dem lastade på tåg. Med tiden etablerades här flera handelsträdgårdar (KG Hansson, Håkanssons Nejlikeodlingar och Ahls Handelsträdgård) och Rönnebergs m.fl Härads Brandstodsbolag fick sitt säte här.Enligt länsstyrelsen har Billeberga haft mekanisk verkstad och cigarrfabrik.
Det finns nu två handelsträdgårdar här, K.G. Hanssons Handelsträdgård AB och Ahls Handelsträdgård.

### Billeberga Bildemontering AB
Detta är ett  återvinningsföretag inom fordonsbranschen som ägs och drivs av M Mheisen. Verksamheten flyttade under hösten 2012 till helt nya, och för ändamålet miljöanpassade, lokaler i Billeberga.

### Betongindustri AB
Betongindustri AB är ett svenskt betongföretag med filial i Billeberga.

## Personer från orten
En av Carl von Linnés lärjungar hade anknytning till byn som barnbarn till prästen Hans Ottosson Billberg. Denne Gustaf Johan Billberg (1772-1844) fick sedermera en blomma uppkallad efter sig (Hypophloeinae Billberg).

### Befolkningsutveckling
I december 2016 hade Billeberga tätort 953 invånare. Invånarantalet i Billeberga har mer än fördubblats sedan folkräkningen 1960 då orten hade 438 invånare. Sedan 1990-talet har antalet invånare varit relativt konstant i Billeberga. De senaste tio åren har befolkningen gått från 944 invånare år 2006 till 953 invånare år 2016.
| Befolkningsutvecklingen i Billeberga 1960–2020        | Befolkningsutvecklingen i Billeberga 1960–2020 | Befolkningsutvecklingen i Billeberga 1960–2020 | Befolkningsutvecklingen i Billeberga 1960–2020 | Befolkningsutvecklingen i Billeberga 1960–2020 |
| ----------------------------------------------------- | ---------------------------------------------- | ---------------------------------------------- | ---------------------------------------------- | ---------------------------------------------- |
|                                                       |                                                |                                                |                                                |                                                |
| År                                                    |                                                |                                                | Folkmängd                                      | Areal (ha)                                     |
| 1960                                                  | 1960                                           |                                                | 438                                            |                                                |
| 1965                                                  | 1965                                           |                                                | 631                                            |                                                |
| 1970                                                  | 1970                                           |                                                | 586                                            |                                                |
| 1975                                                  | 1975                                           |                                                | 747                                            |                                                |
| 1980                                                  | 1980                                           |                                                | 925                                            |                                                |
| 1990                                                  | 1990                                           |                                                | 995                                            | 99                                             |
| 1995                                                  | 1995                                           |                                                | 973                                            | 99                                             |
| 2000                                                  | 2000                                           |                                                | 900                                            | 99                                             |
| 2005                                                  | 2005                                           |                                                | 948                                            | 105                                            |
| 2010                                                  | 2010                                           |                                                | 987                                            | 106                                            |
| 2015                                                  | 2015                                           |                                                | 1 050                                          | 139                                            |
| 2020                                                  | 2020                                           |                                                | 1 064                                          | 159                                            |
| Anm.: sammanvuxen med Månstorp och Billberga tre 2015 |                                                |                                                |                                                |                                                |